# 喃字
喃字（越南语：／?，發音：[t͡ɕɨ˦ˀ˥ nom˧˧]），或称为「字喃」，是一種過去在越南通行，以汉字为素材，运用形聲、會意、假借等造字方式来表达越南语的文字，其在越南古代文字系統中的地位和作用與朝鮮諺文、日語假名相同，都被用來表示本民族固有詞彙，而漢字則用來表示從古漢語中引入的漢字詞。
喃字是在汉字的基础上，在10世纪至20世纪初形成发展起来的。在這段時間裡，喃字是记录民族历史、文化的媒介。
京族人创造喃字，用来为越语、岱依語和瑶语记音，造成越喃字（喃字）、岱喃字、瑶喃字。起初，喃字常用来记录人名、地名，后来逐渐普及，进入国家的文化生活。14世纪胡朝、18世纪西山朝年间，出现了在行政文书中用喃字的倾向。单就越南文学领域而言，喃字对于营造延续多世纪的辉煌文学起到了特别重要作用。
喃字的構字大部分爲一個漢字表音，一個字表意而組合在一起。如「（左「宁」右「字」）」，就是一個形聲字，借漢字「宁」（漢越音：trữ，對應中文zhù）表音，借漢字「字」表意而合成在一起。
喃字寫法沒有官方層面的標準，通常一個國語字對應幾個喃字，如就有、或三類常用寫法，此外直接訓用漢字的寫法也有較多用例。

## 名称
「喃字（／）」是用于书写越南语的语素文字。它以汉字为基础，为适应越南语言增加了大量的新字符。早期也被称为「／」或「／」。
越南语中称汉字为「／」、「／」或「／」。:16:141, 228:281称文言文为「／」。:228:281, 900
「漢喃（／）」一词:82指的是越南全体前现代书面材料，可用汉字、喃字，也可汉喃并现。典型例子如翻译中医学典籍。佛教历史《古州法文佛本行語錄》（1752）以汉喃混书介绍了越南佛教早期发展史。耶稣会会士梅乌里哥（1605–1656）也曾使用平行的汉喃文本。習慣上也有使用喃字指代漢喃文的情況。
「國語字（／）」指目前使用的越南语字母。

## 發展歷史
汉字是在公元前111年汉朝征服越南后传入的。938年北属时期结束，越南获得独立，1010年官方采用文言文为書面語。:78–79, 82直到20世纪初长达900年的时间里，越南的正式文书和大部分文学作品与同时代的中国、朝鲜、日本文言文作品并无显著差别。
因此，越南知识分子非常熟悉汉字。为记录其母语，越南知識分子运用汉字的结构原理来构造喃字。这种新文字主要用于记录民歌和其他流行文学。:141在越南歷史上，喃字只有兩段時間得到官方地位，分別是胡一元執政簒奪陳朝的期間，以及西山朝阮光平執政期間。這兩段時期政府會在公文書信裡使用喃字。:32, 38
在其他時期，政府高官主要都是使用漢字、漢文（文言文），並不推崇喃字，因此在历史上喃字的写法一直没有得到規範化並固定下来。不同於李氏朝鮮對於諺文的官方推廣，喃字的應用在官方層面上就不具優勢。其次，在民間，文化較低的人亦未必有機會學習喃字。

### 早期发展

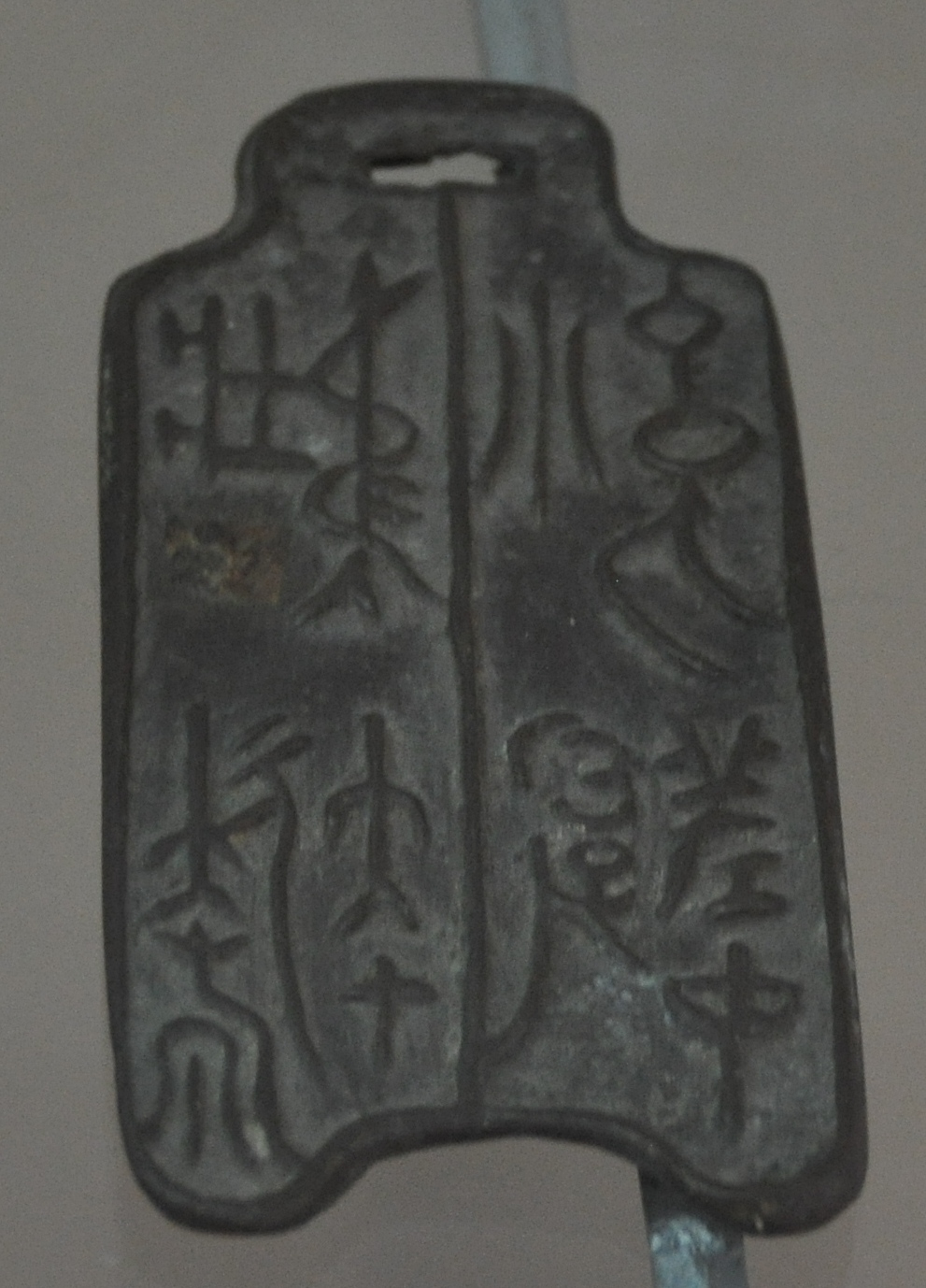
公元1世纪的铜币，有古篆书字样

使用汉字来记录越南语的记載可以追溯到中唐时期。《大越史記全書》中記載「唐貞元七年（791年）子安尊馮興為布盖大王」（大越史記全書，外紀，卷五頁六）。其中反唐义军领袖馮興的称号两字用中古汉语读音近似表示越南语短语「（大王）」或「（（人民的）父母）」，可以視作一種假借用法。:21–22此外，《大越史記全書》中又記載「丁先皇帝即位，建國號大瞿越」（大越史記全書本紀卷一）。从上述「布盖大王」的構成可推測，「布盖」本身已有「大王」意，但於其後又復加「大王」稱呼，可知當時的命名可能有採用「純越詞+同義漢越詞」這一形式的傾向。而且越南語現存一詞雖已不常用，但在部分詞中仍能知曉其義即「大」，如一詞意即爲「大雞」，而《康熙字典》中「瞿」也並無「大」之義。因此，丁先皇時國號中的「瞿」也是假借字，整個國號的構成即爲「大（用漢字書寫的漢越詞）」+「大（用漢字書寫的純越詞，可視作廣義上的假借漢字類喃字）」+「越」。:22–23:141
上述只是使用漢字記錄越南語的記載，雖可追溯至八世紀，但现存最古老的喃字铭文則是河内麊泠县塔庙村报恩寺刻于1210年的《报恩禅寺碑记》，其上列出以喃字书写的21个人名和村落名。:23–24:138:395另一块碑文位于宁平省护城山（1343），列出20个村落名。:23
陈仁宗（1278–1293在位）時期曾使用喃字来向平民传达詔諭等。:23:104
第一部越南语文学作品据传由刑部尚书阮詮于1282年创作，是编排成诗行的咒语，被扔进红河以驱赶一条兇猛的鳄鱼。:23
陈朝时期使用喃字的文献还有四首喃字诗（在1805年時辑录刊行），其中两首由陈仁宗所作，另两首分别为玄光和莫挺之所作。:396另外，以漢喃文写就的《佛說大報父母恩重經》因避字讳，一般推測其诞生于1430年前后黎利在位时期（1428–1433）。但根据与陈朝诗歌互相对照的古旧特征，一些学者认为其早期原作可能早在12世纪就已成型。:60

### 胡朝（1400－1407）与安南属明时期（1407－1427）
胡朝（1400－1407）不鼓励文言文，而采用喃字写就的越南白话文，喃字成为官方文字。胡季犛甚至下令将《尚书》译作喃字，并在《明道》一文中推动对儒家思想的重新解释。:104但随着胡朝衰落和明朝征服，这段时期喃字的官方使用不过昙花一现。随后的安南属明时期，喃字印刷雕版、文本和大量铭文遭到浩劫，因此现存的大部分喃字文本基本都为这一时期以后的材料。

### 15－19世纪

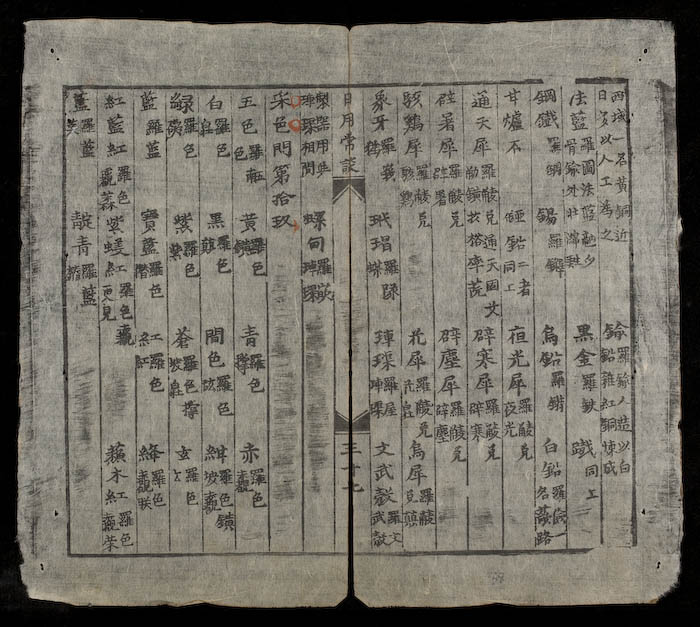
范廷琥《日用常谈》（1851年版）。用喃字解释汉字的双语词典。

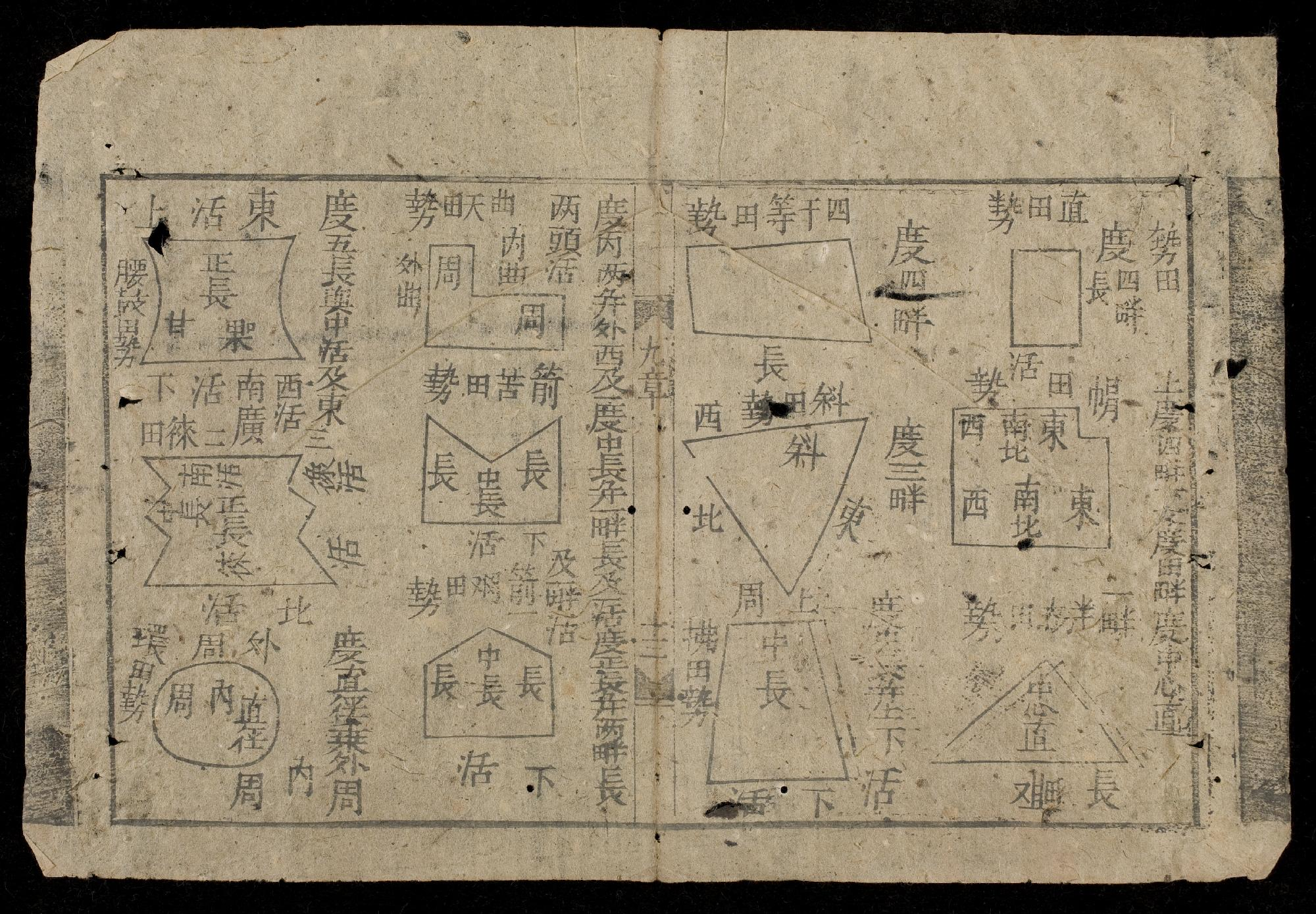
喃文手稿

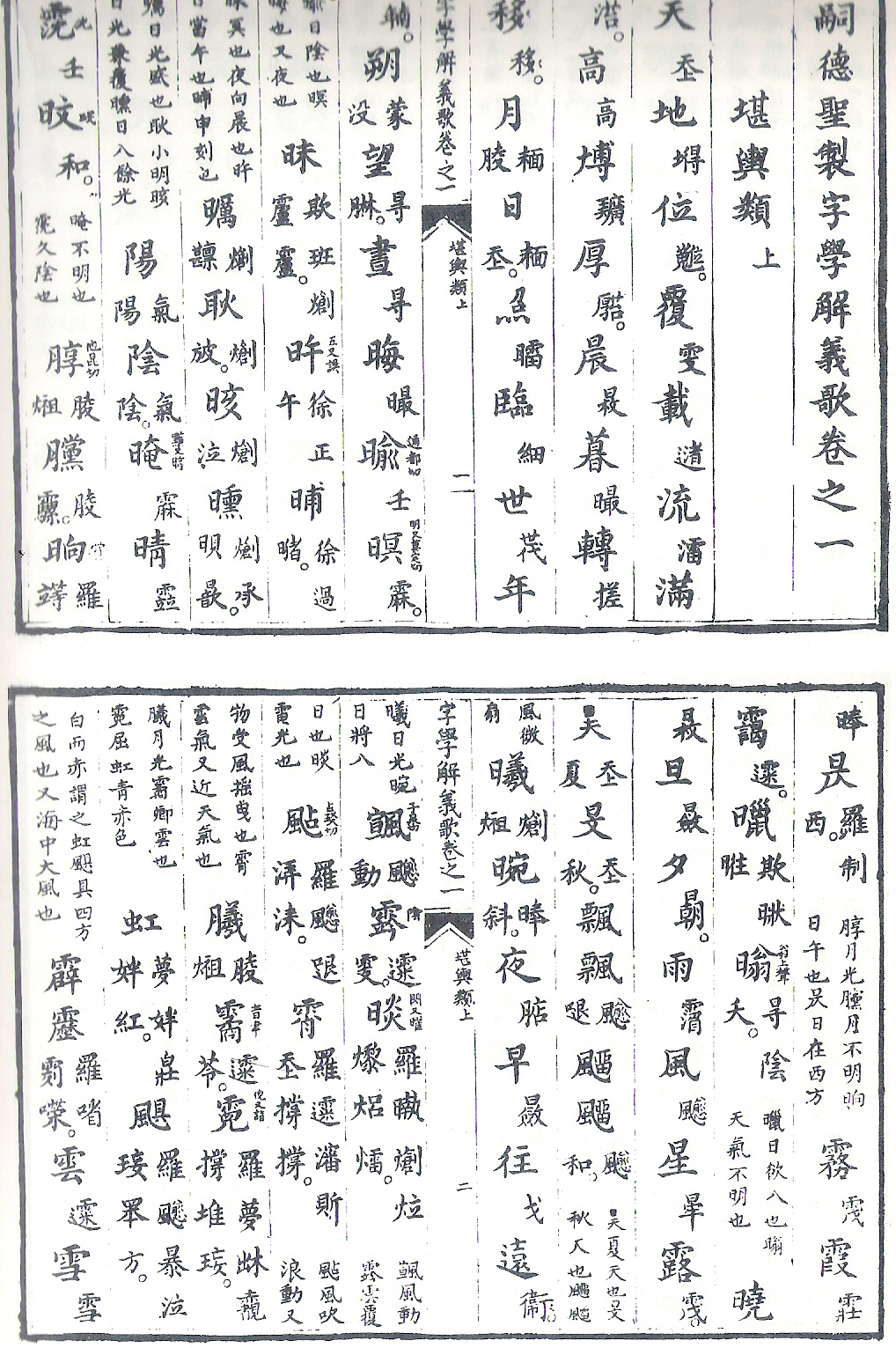
一页。它是19世纪越南儿童汉字教学的启蒙读物，由阮朝第四位皇帝嗣德帝所著。喃字被用于解释汉字，例如用于解释。

这一时期创作喃字文学作品的代表性人物有阮廌（1380－1442）。随时间推移，喃字文学不断丰富，对该文字本身的学术性汇编也不断增加。一般認為，黎神宗的妃子鄭氏玉竹是《指南玉音解義》的作者。該書编篡于15－18世纪（最可能是1641或1761年），是一部2.4万字的汉喃双语词典。
虽然直到20世纪初，几乎所有官方著作和文献都仍用文言文书写，喃字仍是文化精英们文学创作的首选文字。19世纪阮朝期间是喃字的黄金时代，喃字成为了从小说到戲劇作品和教科書等各种类型文学作品的载体。虽然在明命（1820－1840）年间:570，越南文学遭查禁，以阮攸《金云翘传》、胡春香的诗作等为代表的喃字白话文学仍使越南文学展現出蓬勃活力。虽然在前现代越南，识字率只有3%至5%，:78但几乎每个村都有能为其他村民朗读喃字的人。:142喃文作品得以在乡村中口头流传，因此即使是文盲也能接触到這些作品。:44-46
直到19世纪末，喃字一直是越南天主教文学的主流文字。:23, 381838年，顾自（Jean-Louis Taberd）编篡了一部喃文词典，是較為權威的一本喃字字典。
天主教改革派学者阮长祚曾向嗣德帝进谏，建议在政府和社会等领域进行改革，但都未能成功。其奏章《济急八条》（1867年）包括了关于教育的建议，其中有一节题为《请宽容国音》。他提出用一种基于汉字的文字来代替文言文以书写越南语。他称之为“国音汉字（／）”，将其视作一种新创文字，未有提及喃字。:101–105

### 法属印度支那时期与拉丁字母
在法国的殖民与保护国统治时期，19世纪末的南圻和20世纪初的北圻与中圻，汉字和喃字的地位开始下降。国语字受到殖民政府通过法国颁布的法令保护，目的是取代汉字和喃字，使越南语在文字上与法语一致，从而推广法语并便于殖民统治。最后一次乡试于1864年在南圻举行，在北圻则是1915年，在中圻为1918年，最后一次会试则于1919年举办。同時期其他亚洲国家的语言文字改革运动也激发了越南人對國家文字問題的思考。1905年日俄战争后，越南知識分子越發將日本視作现代化的典范，儒家的教育体系与日本的公共教育体系相比顯得極其落後。根据作家、革命家潘周桢認為所謂的儒家学者缺乏现代世界的知识，並且對漢語文學的也未能真正理解，這些人的地位除了證明其會寫字以外別無他用。潘周楨于1907年在河內创办了东京义塾（Tonkin Free School），旨在改革越南社会。该学校提倡放弃儒家思想，采纳西方和日本的新思想。其推广使用国语字来书写越南语，取代文言文，并且出版使用国语字的教材和报纸，将其作为一种新的教学工具。这一机构未能长期存续，仅仅数个月后便被法国人勒令关闭，相关人士被逮捕，出版物也被禁止，但具有重要的历史意义。
在一定程度上，汉字在法国殖民统治时期仍继续被教授。总督府于1917年颁布的《学政总规》（Règlement général de l'Instruction publique）规定，小学阶段每周教授汉字1.5小时，同时在高年级（相当于小学四、五年级）每周教授至少12小时的法语。在中学阶段，每周教授3小时的国语课程（包括汉字和国语字），而法语与法国历史的课程则为每周12小时。
除了由陈仲金等人编写、首次出版于1923年或1926年的《国语文教科书》之外，东法教育署还组织并广泛使用了由黎敕和阮厲芝编写的《汉文新教科书》，该书于1928年首次出版，并被广泛使用直到1949年之前。
在南方地区，越南共和国教育规定在初中阶段教授汉字。而在北方地区，越南民主共和国没有将教授汉字和喃字作为教育重点，但在某些时期仍使用汉字和喃字（例如，越南民主共和国流通货币上印有汉字）。国家统一后，越南社会主义共和国的普通教育课程中未教授汉字和喃字。
汉文的衰落也导致了喃字的衰落，因为两者密切相关:179。一战后，喃字随着国语字的流行而衰落:205。Georges Cordier在1935年发表的一篇文章中（基于1925年一次演讲）估计，约有70%的人懂得国语字，20%的人懂得喃字，10%懂得汉文。到了1930年代末，喃字的識字率已下降到5%–20%间:218。而到了1953年，越南国语字的识字率则上升到了70%。:240
中国京族是16世纪从越南移民到广西东兴市的越南人后裔，通用粤语方言及京语，在祭祀仪式上仍使用喃字书写的歌本和经文。此外，在当地部分民族学校教学中也使用喃字。

## 文学作品

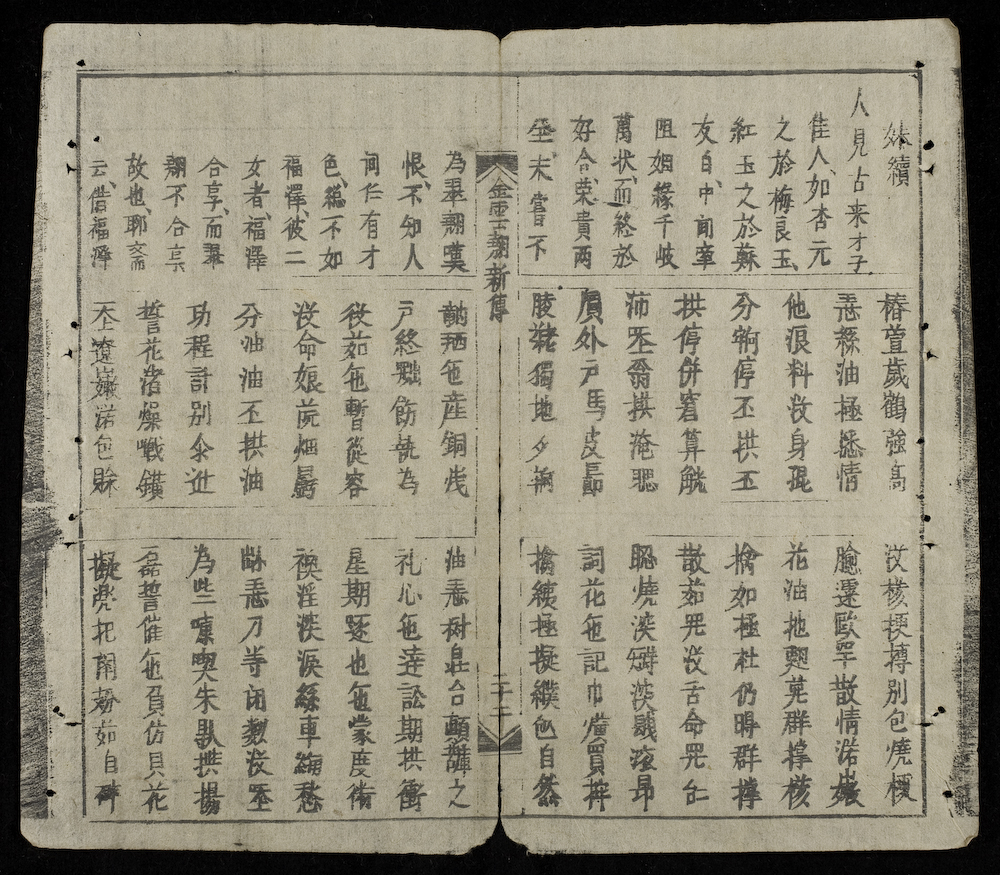
阮攸《金云翘传》一页。本小说出版于1820年，一般认为是喃文文学的顶峰。图中为19世纪末印刷刊行的版本。

- 《大越史记捷錄總敘》[39]：写于西山朝的越南史书，本为汉文，也有喃文译本。
- 阮攸《金云翘传》（1820）：充满了晦涩难懂的古文和汉语，以至于现代越南人在没有注释的情况下很难理解字母转写。
- 阮廌《國音詩集》
- 范廷琥《日用常谈》（1851），为越南语使用者提供的汉喃双语词典。
- 阮廷炤《蓼云仙传》（19世纪）
- 鄧陳琨《征婦吟曲》（18世纪）
- 胡春香诗作（18世纪）

## 造字法

喃字與漢字混用的越文（漢喃文）“我說越（南）語”=“Tôi nói tiếng Việt （Nam）”，劃線的3個字為喃字。

不同研究者對喃字的造字法分類不同，不過各家分類基本都是基於中国汉字的六书加以修改而來。以下爲《引解字喃字典》一書中對汉字及喃字的造字法和用字法進行的分類。
- 漢越音（A1）：純粹的漢越音，屬於直接借用的漢字。例字：「（tài）」。
- 漢越音變音（A2）：非標準漢越音，或來自古漢越音，或來自越化漢音。例字：「（mùa，「季節」）」。
- 純越音（B）：字形採用對應意義的漢字，但讀音爲純粹的越南語，類似日語的訓讀。例字：「（lồi）」。
- 漢越音假借（C1）：採用完全同音的漢字表示與之無關的概念，和六書中的假借用法基本一致。例字：「（một，「一」）」。
- 漢越音變音假借（C2）：採用諧音的漢字表示與之無關的概念，和六書中的假借用法基本一致。例字：「（nhau，「互相」）」。
- 並列會音（D1）：整個字寫作兩個漢字，讀音爲其中一字聲母和另一字韻母（或韻母之諧音）之拼合。例字：「（lần，取（lận）之聲母「l」 與（dần）之韵母「ần」）」。
- 正輔會音（D2）：整個字寫作兩個漢字，讀音爲其中一字聲母和另一字讀音（或諧音）之結合。例字：「（trở，古音爲「blở」，取之諧音「lở」與之聲母「b」）」。
- 等立會意（E1）：由兩個字構成，且兩字共同表示該概念。例字：「（trời，「天，上天」）」。
- 正輔會意（E2）：由兩個字構成，其中一個字表示主要概念，另一個字用於限定範圍。例字：「（tro，「灰燼」）」。
- 等立形聲（F1）：由兩個完整的字構成，其中一個字表示讀音，另一個字表示意義。例字：「（trăm，「百」，以「（lâm）」表示「trăm」音）」。
- 正輔形聲（F2）：由表示意義的偏旁和表示讀音的聲旁構成，基本相當於一般意義的形聲字。例字：「（ghét，「恨」，以「（cát）」表示「ghét」音）。
- 異體借音（G1）：採用同音或諧音的漢字或喃字的變體表示與之無關的概念，和六書中的假借用法大致一致。例字：「（nào，「什麼」，本爲「（náo）」的略字）」。
- 基於原字增減筆畫（G2）：在與意義相關的字上增加或減少筆畫。例字：「（đĩ，「娼妓」）」。

## 标准化
喃字的寫法在过去的很长历史时期内都没有統一標準。以一詞本身為例，其中的字亦可寫作或。
1867年，越南阮朝時期的著名改革志士阮長祚提议将喃字标准化（并連同廢除文言文），但是，这个被他称为「國音漢字」（越南语：／?）的喃字标准化方案在後来遭到了嗣德皇帝的拒絕（DeFrancis 1977:101-105）。喃字的标准化工作曾长期没有被开展。因此，曾经一个喃字往往有多种写法（类似中文汉字中的异体字）。例如，一个常见的喃字（意义：文字），还可以写为或。又如，读作的喃字，可以写成等形式，它们的声旁是相同的，所不同的地方是意旁分别为和。
2022年，民间组织越南漢喃復生委員會公布了第一个喃字标准化方案《常用标准汉喃字表》。该表内共含5524个标准汉喃字（越南汉字及喃字），约覆盖现代越南语日常读写的98%，并建议其中3993个应在中小学教育阶段学习。根据该表的说明，其选字主要基于历史上惯用的形態，但是为了适应现代的精准化表达以及减少一字多音的现象，也有一些字并非與历史常用写法完全一致，但都尽量采用与历史用字相同的声旁或在歷史用字的基礎上增加形旁。在公布一年后，根据一年以来的各种意见，该组织于2023年6月又对部分选字进行了微调并補充了大量連綿詞的推薦寫法，发布了正式版的《常用标准汉喃字表》，并将字表所用字体由此前的新细明体改为了基于开源字体思源宋体的源明体。該字體說明中指出其採用的具體字形遵从近現代明朝體的一般寫法而非按照喃那宋的形態製作，基本相當於中文語境下的舊字形。

## 统一码
- 一些喃字现在在Unicode中存放在中日韩统一表意文字扩展B区至H區中（CJK Unified Ideographs Extensions B~H）。

## 電腦编码
1993年，越南政府發布了8位的喃字字符集（TCVN 5712：1993，或VSCII），以及信息交换用的16位标准喃字字符集（TCVN 5773：1993）。1994年，表意文字小組同意將喃字符收录作为Unicode的一部分。后来另外的一种修订版本，TCVN 6909：2001，定義了9299个字形，約一半为越南特有。这个修订标准中的当时未被收录的喃字后来收录进中日韓統一表意文字擴展區B中。
| 代碼 | 字符          | Unicode 區塊                            | 標準                   | 日期 | V 來源               | 來源                      |
| --- | ------------- | --------------------------------------- | ---------------------- | ---- | -------------------- | ------------------------- |
| V0 | 2,246         | 基本區（593）、A区（138）、B区（1,515） | TCVN 5773:1993         | 2001 | V0-3021到V0-4927     | 5                         |
| V1 | 3,311         | 基本區（3,110）、C区（1）               | TCVN 6056:1995         | 1999 | V1-4A21到V1-6D35     | 2、5                      |
| V2 | 3,205         | 基本區（763）、A区（151）、B区（2,291） | VHN 01:1998            | 2001 | V2-6E21到V2-9171     | 2、5                      |
| V3 | 535           | 基本區（91）、A区（19）、B区（425）     | VHN 02:1998            | 2001 | V3-3021到V3-3644     | 原稿                      |
| V4 | 785（已編碼） | 擴展C區                                 | 定義為来源1、3 和 6    | 2009 | V4-4021到V4-4B2F     | 1、3、6                   |
| V4 | 1,028         | 擴展E區                                 | 未編碼的V4和V6字符     | 2015 | V04-4022 到 V04-583E | V4：1、3、6； V6：4、原稿 |
| V5 | 约900         | 於2001年擬議，但已編碼                  | 於2001年擬議，但已編碼 | 2001 | 無                   | 2、5                      |
| 來源：Nguyễn Quang Hồng "Unibook Character Browser （页面存档备份，存于）", Unicode,Inc., "Code Charts - CJK Ext. E" （N4358-A）. |               |                                         |                        |      |                      |                           |

### 引用
1. ↑   . www.nomfoundation.org.   [2023-05-09]. （原始内容存档于2023-06-02）.
2. ↑  Nguyễn, Tài Cẩn. . Nhà xuất bản Đại học quốc gia Hà Nội. 2001.
3. 1 2  Hội Khai-trí tiến-đức. . Văn Mới. 1954.
4. 1 2  Đào, Duy Anh. . Nhà xuất bản Văn hoá Thông tin. 2005.
5. ↑  Trần, Văn Chánh. . Suối Nguồn, Tập 3&4 (Nhà xuất bản Tổng hợp Thành phố Hồ Chí Minh). January 2012.
6. ↑  Asian research trends: a humanities and social science review – No 8 to 10 – Page 140 Yunesuko Higashi Ajia Bunka Kenkyū Sentā （Tokyo, Japan） – 1998 "Most of the source materials from premodern Vietnam are written in Chinese, obviously using Chinese characters; however, a portion of the literary genre is written in Vietnamese, using chu nom. Therefore, han nom is the term designating the whole body of premodern written materials.."
7. ↑  Vietnam Courier 1984 Vol20/21 Page 63 "Altogether about 15,000 books in Han, Nom and Han—Nom have been collected. These books include royal certificates granted to deities, stories and records of deities, clan histories, family genealogies, records of cutsoms, land registers, ..."
8. ↑  Khắc Mạnh Trịnh, Nghiên cứu chữ Nôm: Kỷ yếu Hội nghị Quốc tế về chữ Nôm
Viện nghiên cứu Hán Nôm （Vietnam）, Vietnamese Nôm Preservation Foundation – 2006 "The Di sản Hán Nôm notes 366 entries which are solely on either medicine or pharmacy; of these 186 are written in Chinese, 50 in Nôm, and 130 in a mixture of the two scripts. Many of these entries ... Vietnam were written in either Nôm or Hán-Nôm rather than in 'pure' Chinese. My initial impression was that the percentage of texts written in Nôm was even higher. This is because for the particular medical subject I wished to investigate-smallpox-the percentage of texts written in Nom or Hán-Nôm is even higher than is the percentage of texts in Nôm and Hán-Nôm for general medical and pharmaceutical .."
9. ↑  Wynn Wilcox Vietnam and the West: New Approaches 2010- Page 31 "At least one Buddhist text, the Cổ Châu Pháp Vân phật bản hạnh ngữ lục （CCPVP）, preserves a story in Hán script about the early years of Buddhist influence in Vietnam and gives a parallel Nôm translation."
10. 1 2  Hannas 1997.
11. ↑  Marr 1984，第141頁: "Because the Chinese characters were pronounced according to Vietnamese preferences, and because certain stylistic modifications occurred over time, later scholars came to refer to a hybrid "Sino-Vietnamese" （Han-Viet） language. However, there would seem to be no more justification for this term than for a fifteenth-century "Latin-English" versus the Latin written contemporaneously in Rome."
12. 1 2  Marr 1984.
13. 1 2 3 4 5 6 7 8 9 10 11 12 13  DeFrancis 1977.
14. ↑  Keith Weller Taylor The Birth of Vietnam 1976 – Page 220 "The earliest example of Vietnamese character writing, as we have noted earlier, is for the words bo and cai in the posthumous title given to Phung Hung."
15. 1 2  Kiernan 2017.
16. 1 2 3  Nguyễn 1990.
17. ↑  Laurence C. Thompson A Vietnamese Reference Grammar 1987 Page 53 "This stele at Ho-thành-sơn is the earliest irrefutable piece of evidence of this writing system, which is called in Vietnamese chữ nôm （chu 'written word', nom 'popular language', probably ultimately related to nam 'south'-note that the ..."
18. ↑  Maspero 1912.
19. 1 2  Li 2020.
20. ↑  Gong 2019.
21. ↑  Hannas 1997，第83頁: "An exception was during the brief Hồ dynasty （1400–07）, when Chinese was abolished and chữ Nôm became the official script, but the subsequent Chinese invasion and twenty-year occupation put an end to that （Helmut Martin 1982:34）."
22. ↑  Mark W. McLeod, Thi Dieu Nguyen Culture and Customs of Vietnam 2001 Page 68  –  "In part because of the ravages of the Ming occupation — the invaders destroyed or removed many Viet texts and the blocks for printing them — the earliest body of nom texts that we have dates from the early post-occupation era ..."
23. ↑  Mark W. McLeod, Thi Dieu Nguyen, Culture and Customs of Vietnam （页面存档备份，存于）, Greenwood Publishing Group, 2001, p.  68.
24. ↑  Viết Luân Chu, Thanh Hóa, thế và lực mới trong thế kỷ XXI （页面存档备份，存于）, 2003, p. 52
25. ↑  Phan, John. . Journal of Vietnamese Studies (Oakland, California: University of California Press). 2013, 8 (1): 1. JSTOR 10.1525/vs.2013.8.1.1. doi:10.1525/vs.2013.8.1.1.
26. ↑  Kornicki 2017.
27. ↑  B. N. Ngô "The Vietnamese Language Learning Framework" – Journal of Southeast Asian Language and Teaching, 2001 "... to a word, is most frequently represented by combining two Chinese characters, one of which indicates the sound and the other the meaning. From the fifteenth to the nineteenth century many major works of Vietnamese poetry were composed in chữ nôm, including Truyện Kiều"
28. ↑  Ostrowski, Brian Eugene. . Wilcox, Wynn  (编). . Ithaca, New York: SEAP Publications, Cornell University Press. 2010. ISBN 9780877277828.
29. ↑  Taberd, J.L. （1838）, Dictionarium Anamitico-Latinum 的存檔，存档日期2013-06-26.. This is a revision of a dictionary compiled by Pierre Pigneau de Behaine in 1772–1773. It was reprinted in 1884.
30. ↑  Truong, Buu Lâm. . Yale Southeast Asian Studies Monograph 11. New Haven: Yale University. 1967: 99–102.
31. ↑  Quyền Vương Đình （2002）, Văn bản quản lý nhà nước và công tác công văn, giấy tờ thời phong kiến Việt Nam （页面存档备份，存于）, p. 50.
32. ↑  Trần Bích San. . 2013. （原始内容存档于2020-09-24）.
33. ↑  Phan Châu Trinh, "Monarchy and Democracy", Phan Châu Trinh and His Political Writings, SEAP Publications, 2009, ISBN 978-0-87727-749-1, p. 126. This is a translation of a lecture Chau gave in Saigon in 1925. "Even at this moment, the so-called "Confucian scholars （i.e. those who have studied Chinese characters, and in particular, those who have passed the degrees of cử nhân [bachelor] and tiến sĩ [doctorate]） do not know anything, I am sure, of Confucianism. Yet every time they open their mouths they use Confucianism to attack modern civilization – a civilization they do not comprehend even a tiny bit."
34. ↑  Nguyễn Phú Phong. .   [2025-01-03]. （原始内容存档于2025-01-03）.
35. ↑  Vũ Thế Khôi. . Hội Ngôn ngữ học Việt Nam. 2009: 40–43  [2025-01-03]. （原始内容存档于2025-01-15）. |journal=被忽略 (帮助); |issue=被忽略 (帮助)
36. ↑  Cordier, Georges （1935）, Les trois écritures utilisées en Annam: chu-nho, chu-nom et quoc-ngu （conférence faite à l'Ecole Coloniale, à Paris, le 28 mars 1925） （页面存档备份，存于）, Bulletin de la Société d'Enseignement Mutuel du Tonkin 15: 121.
37. ↑  Friedrich, Paul; Diamond, Norma (编). . . New York: G.K. Hall. 1994: 454. ISBN 0-8161-1810-8.
38. ↑  陈蓉. . 广西教育. 广西教育杂志社.   [2016-08-25]. （原始内容存档于2017-02-26）. 从语音、对话、字词（喃字）、日常用语等方面指导学生学习京族语言
39. ↑  Đại Việt sử ký tiệp lục tổng tự （页面存档备份，存于）, NLVNPF-0105 R.2254.
40. ↑  . ndltd.ncl.edu.tw.   [2023-05-08]. （原始内容存档于2023-05-08）.
41. ↑  . www.nomfoundation.org.   [2023-05-08]. （原始内容存档于2023-06-02）.
42. 1 2  榜𡨸漢喃準常用 Bảng chữ Hán Nôm Chuẩn Thường dùng （页面存档备份，存于） (PDF)
43. ↑  常用标准汉喃字表 （页面存档备份，存于） （网页版）
44. ↑  .   [2022-05-29]. （原始内容存档于2022-05-29）.
45. ↑  TKYK_nkl, , 2023-07-12  [2023-07-17], （原始内容存档于2023-10-16）
46. ↑  隆文潘（Luong Van Phan）， 关于越南电子政务当前状态及问题的报告 - 文件標準要求部分 （页面存档备份，存于）。这些字符集中的汉字可在吴清闲（Ngô Thanh Nhàn）发表的特有喃字码表（2.1版） （页面存档备份，存于）中找到。
47. ↑  统一汉字的历史 （页面存档备份，存于），Unicode標準，版本5.0（2006年）
48. 1 2  阮光香，漢喃編碼字符集簡介 （页面存档备份，存于） 越南喃字遗产保存會
49. ↑  "Code Charts - CJK Ext. E （页面存档备份，存于）", （N4358-A）, JTC1/SC2/WG2, Oct. 10, 2012.

### 书目
- DeFrancis, John, , Mouton, 1977, ISBN 978-90-279-7643-7.
- Gong, Xun, , Journal of Language Relationship, 2019, 17 (1–2): 55–72, doi:10.31826/jlr-2019-171-209 .
- Handel, Zev, , Brill, 2019, ISBN 978-90-04-38632-7.
- Hannas, Wm. C., , University of Hawaii Press, 1997, ISBN 978-0-8248-1892-0.
- Kiernan, Ben, , Oxford University Press, 2017, ISBN 978-0-19-516076-5.
- Kornicki, Peter, , Li, Wai-yee; Denecke, Wiebke; Tian, Xiaofen  (编), , Oxford: Oxford University Press: 568–578, 2017, ISBN 978-0-199-35659-1.
- Li, Yu, , Routledge, 2020, ISBN 978-1-00-069906-7.
- Marr, David G., , University of California Press, 1984, ISBN 978-0-520-90744-7.
- Maspero, Henri, , Bulletin de l'École française d'Extrême-Orient, 1912, 12: 1–124, doi:10.3406/befeo.1912.2713 .
- Nguyễn, Đình Hoà,  (PDF), Bulletin of the Institute of History and Philology, 1990, 21 (2): 383–432  [2022-09-05], （原始内容存档 (PDF)于2022-12-05）.
- Pulleyblank, Edwin George, , Vancouver: University of British Columbia Press, 1991, ISBN 978-0-7748-0366-3.
- Sun, Hongkai, , Sun, Chaofen; Yang, William  (编), , Oxford: Oxford University Press: 541–553, 2015, ISBN 978-0-19985-634-3

## 其他參考資料
- 周去非（南宋）（1178）《嶺外代答》
- （明代佚名）《華夷譯語》「安南譯語」
- 馬伯樂（1912）《安南語語音史研究聲母篇》（法文）
- 高本漢（1926）《中國音韻學研究、安南對譯》（法文）
- 聞宥（1933）《論字喃之組織及其與漢字之關涉》
- 山本達郎（1935）『聞宥氏「論喃字之組織及其與漢字之關涉」』
- 王力（民初）（1948）「越南語研究」收錄於《龍蟲並雕齋文集》（第二冊）
- 三根谷徹（1972）《越南漢字音研究》（日文）
- 阮才謹（1979）《論漢越讀音的形成過程及來源》（越文）
- 清水政明（2003）「越南漢字音研究的現階段：越南漢字音與越南語音節結構的變遷」（日文）
- 韋樹關、顏海雲、陳增瑜（2014）《中國京語詞典》（詞典㗂京中國）北京：世界圖書出版

## 外部連結
- 喃遺產保存會：越南漢字與喃字的查詢（页面存档备份，存于） - 在（漢喃）中輸入正體漢字來搜索
- 學越南語去 - 喃字教學網站
- 線上漢越字典
- 漢越字典／漢越辭典 （页面存档备份，存于）
- 喃字字典 （页面存档备份，存于）
- 漢喃同源辭 （页面存档备份，存于）
- 國語字——漢字辭典／A Vietnamese-Chinese wordlist（页面存档备份，存于）
- 線上喃字輸入（可將網頁保存在電腦中脫機使用）
- Han Nom字型 （页面存档备份，存于） - Han Nom字型分爲高解析度與低解析度兩個版本。包含中日韓統一表意文字擴展A區、B區漢字（尤其是喃字）
- chunom （页面存档备份，存于）
- （Vi na Uy ki）Archive.today的存檔，存档日期2014-12-19 - 喃字版百科全書